# Kristin Godridge
Kristin Godridge (7 februari 1973) is een voormalig tennisspeelster uit Australië.

## Loopbaan
In 1990 speelde Godridge haar eerste grandslampartij door met een wildcard deel te nemen aan het Australian Open. Dat jaar won Godridge met Kirrily Sharpe het meisjesdubbelspeltoernooi van het US Open. Eveneens in 1990 won zij haar enige WTA-titel, op het dubbelspeltoernooi van het Clarins Open in Parijs – samen met landgenote Kirrily Sharpe versloeg zij in de finale de Françaises Alexia Dechaume en Nathalie Herreman.
Haar beste enkelspelresultaat op de grandslamtoernooien is het bereiken van de vierde ronde, op Wimbledon 1992, waar zij achtereenvolgens de Nederlandse Miriam Oremans, de Duitse Claudia Kohde-Kilsch en de voor Zwitserland spelende Manuela Maleeva-Fragnière versloeg. Haar hoogste notering op de WTA-ranglijst is de 79e plaats, die zij bereikte in september 1991. In het dubbelspel bereikte zij de 68e positie, in december 1990.
In 1990 en 1991 speelde Godridge voor Australië twee partijen op de Fed Cup; in 2003 speelde zij voor Hongkong nog eens vijf keer.

## Posities op deWTA-ranglijst
Positie per einde seizoen:
| jaar | rang enkelspel | rang dubbelspel |
| ---- | -------------- | --------------- |
| 1987 | 571            | –               |
| 1988 | 526            | 364             |
| 1989 | 341            | 304             |
| 1990 | 123            | 68              |
| 1991 | 86             | 101             |
| 1992 | 137            | 122             |
| 1993 | 169            | 155             |
| 1994 | 195            | 262             |
| 1995 | 116            | 80              |
| 1996 | 335            | 476             |

## Palmares
| Legenda                |
| ---------------------- |
| Grandslamtoernooi      |
| Olympische Spelen      |
| Year-End Championships |
| Tier I                 |
| Tier II                |
| Tier III               |
| Tier IV & V            |

### WTA-finaleplaatsen enkelspel
geen

### WTA-finaleplaatsen vrouwendubbelspel
| nr.              | finale     | toernooi    | ondergrond | partner        | tegenstandsters                    | score         |
| ---------------- | ---------- | ----------- | ---------- | -------------- | ---------------------------------- | ------------- |
| gewonnen finales |            |             |            |                |                                    |               |
| 1.               | 1990-09-23 | WTA Parijs  | gravel     | Kirrily Sharpe | Alexia Dechaume Nathalie Herreman  | 4-6, 6-3, 6-1 |
| verloren finales |            |             |            |                |                                    |               |
| 1.               | 1995-11-19 | WTA Pattaya | hardcourt  | Nana Miyagi    | Jill Hetherington Kristine Radford | 6-2, 4-6, 3-6 |

## Resultaten grandslamtoernooien
| Legenda | Legenda                          |
| ------- | -------------------------------- |
| g.t.    | geen toernooi gehouden           |
| l.c.    | lagere categorie                 |
| –       | niet deelgenomen                 |
| G       | uitgeschakeld in de groepsfase   |
| 1R      | uitgeschakeld in de eerste ronde |
| 2R      | uitgeschakeld in de tweede ronde |
| 3R      | uitgeschakeld in de derde ronde  |
| 4R      | uitgeschakeld in de vierde ronde |
| KF      | uitgeschakeld in de kwartfinale  |
| HF      | uitgeschakeld in de halve finale |
| F       | de finale verloren               |
| W       | het toernooi gewonnen            |
| w-v     | winst/verlies-balans             |

### Enkelspel
| toernooi        | 1990 | 1991 | 1992 | 1993 | 1994 | 1995 | 1996 |
| --------------- | ---- | ---- | ---- | ---- | ---- | ---- | ---- |
| Australian Open | 1R   | 1R   | 1R   | 1R   | 1R   | 2R   | 1R   |
| Roland Garros   | 1R   | 2R   | –    | –    | –    | –    | 1R   |
| Wimbledon       | –    | 1R   | 4R   | –    | –    | –    | 1R   |
| US Open         | –    | 2R   | 1R   | –    | –    | –    | –    |

### Vrouwendubbelspel
| toernooi        | 1990 | 1991 | 1992 | 1993 | 1994 | 1995 | 1996 |
| --------------- | ---- | ---- | ---- | ---- | ---- | ---- | ---- |
| Australian Open | 1R   | 3R   | 2R   | 1R   | 1R   | 1R   | 1R   |
| Roland Garros   | –    | 2R   | 2R   | 2R   | 1R   | 1R   | 1R   |
| Wimbledon       | 2R   | 1R   | 1R   | 1R   | –    | 1R   | 1R   |
| US Open         | –    | 2R   | 1R   | –    | –    | –    | –    |

### Gemengd dubbelspel
| toernooi        | 1991 | 1992 |    | 1995 | 1996 |
| --------------- | ---- | ---- | -- | ---- | ---- |
| Australian Open | –    | 1R   | –  | –    |      |
| Roland Garros   | –    | –    | 1R | –    |      |
| Wimbledon       | 1R   | –    | –  | 1R   |      |
| US Open         | –    | –    | –  | –    |      |